# Teensmag
Teensmag ist eine christliche Jugendzeitschrift, die unter dem Motto „Mein Glaube. Mein Leben.“ in der Schweiz, Deutschland und Österreich erscheint. Teensmag wird vom SCM Bundes-Verlag herausgegeben und ist über Abonnement oder am Kiosk alle zwei Monate erhältlich.

## Geschichte
Daniel Kohli, Verantwortlicher der evangelischen Zeitschrift „Deine Jugend“ und Oberstufenlehrer in Zürich, beschloss 1983 eine neue, christliche Zeitschrift für Jugendliche zu entwerfen. 1985 erschien dann in der Schweiz, in Zusammenarbeit mit dem Bund Evangelischer Schweizer Jungscharen (BESJ), die Jugendzeitschrift TEENS, zunächst im DIN A5-Format. Mit der Ausgabe 9/1994 stoppte die Produktion zwangsläufig wegen Finanzierungsproblemen. Im Frühjahr 1995 jedoch konnte das Projekt in Zusammenarbeit mit dem Bundes-Verlag in Witten neu gestartet werden. Es erschien die erste Teensmag in der Schweiz und in Deutschland. Sie umfasste (wie heute) 68 Seiten und die Erstauflage erschien kostenlos mit 100.000 Exemplaren.
Heute ist die Teensmag in der Schweiz, Deutschland und Österreich verbreitet. Von 36.000 bis 55.000 Exemplaren pro Druckauflage, gehen über 18.000 an Abonnenten. Für Werbezwecke erscheint einmal jährlich eine Überauflage mit 60.000 Druckexemplaren, die auf Konzerten, Festivals und diversen Großveranstaltungen kostenlos verteilt werden, um Teensmag bekannt zu machen.
2005 feierte Teensmag sein 20-jähriges Jubiläum in der Schweiz und sein 10-jähriges in Deutschland unter anderem mit einem extra Geburtstagscamp.

## Hintergrund und Inhalt
Teensmag wird überwiegend durch die Arbeit von freien Autoren und ehrenamtlichen Mitgestaltenden in der Jugendarbeit realisiert. Dabei konzentriert sich Teensmag nicht nur auf neue Trends in der Jugendkultur, sondern hat den Anspruch, Jugendliche ernst zu nehmen und sie im Sinne christlicher Wertvorstellungen starkzumachen. Das Magazin bemüht sich, Jugendliche für ein Leben mit dem christlichen Glauben zu begeistern und diverse Lebensfragen anhand biblischer Texte möglichst tiefgründig zu bearbeiten. Themen wie Selbstwert und Selbstannahme, Freundschaft, Glauben leben, Zukunft gestalten, Mensch sein und Gerechtigkeit werden besprochen. Auch schwere Inhalte wie beispielsweise Tod, Angst oder Mobbing haben ihren Platz. Generell folgen die Beiträge einer konservativ-christlichen Linie, so wird beispielsweise vorehelicher Sex abgelehnt.
Neben Mitmachaktionen, wie z. B. „2 oder 3“ (Teams treffen sich, um zu beten, die Bibel zu lesen und missionarisch-soziale Aktionen zu verwirklichen) oder „This is my church“ (die Zielgruppe wird ermutigt, sich an kirchlicher Arbeit aktiv zu beteiligen), erschien auch eine „Teensmag-Bibel“, die Bücher „Wenn Teens beten, tut Gott Wunder“ (in Zusammenarbeit mit dem R. Brockhaus-Verlag) und einen „Lyrik-Kalender“.
2020 wurde der Kurs „Teenmag BASE“ herausgegeben. Die Reihe umfasst sechs Hefte, die sich jeweils mit einem grundlegenden Thema des Glaubens beschäftigen, wie zum Beispiel Gottesbilder, Gebet, Jesus nachfolgen oder Bibel lesen. Zu dem Glaubens-Grundkurs erschien 2021 als Kleingruppen-Material das Begleitheft „BASE Leaders“ für Jugendleiter.

## Verlage
Teensmag wird vom SCM Bundes-Verlag herausgegeben, der ein Teil der Stiftung Christliche Medien (SCM) ist. Die SCM ist eine gemeinnützige kirchliche Stiftung privaten Rechts und hat zum Ziel, christliche Medien-, Verlags- und Öffentlichkeitsarbeit zu fördern und so die christliche Botschaft aktiv zu verbreiten.